# Pittore di Polifemo

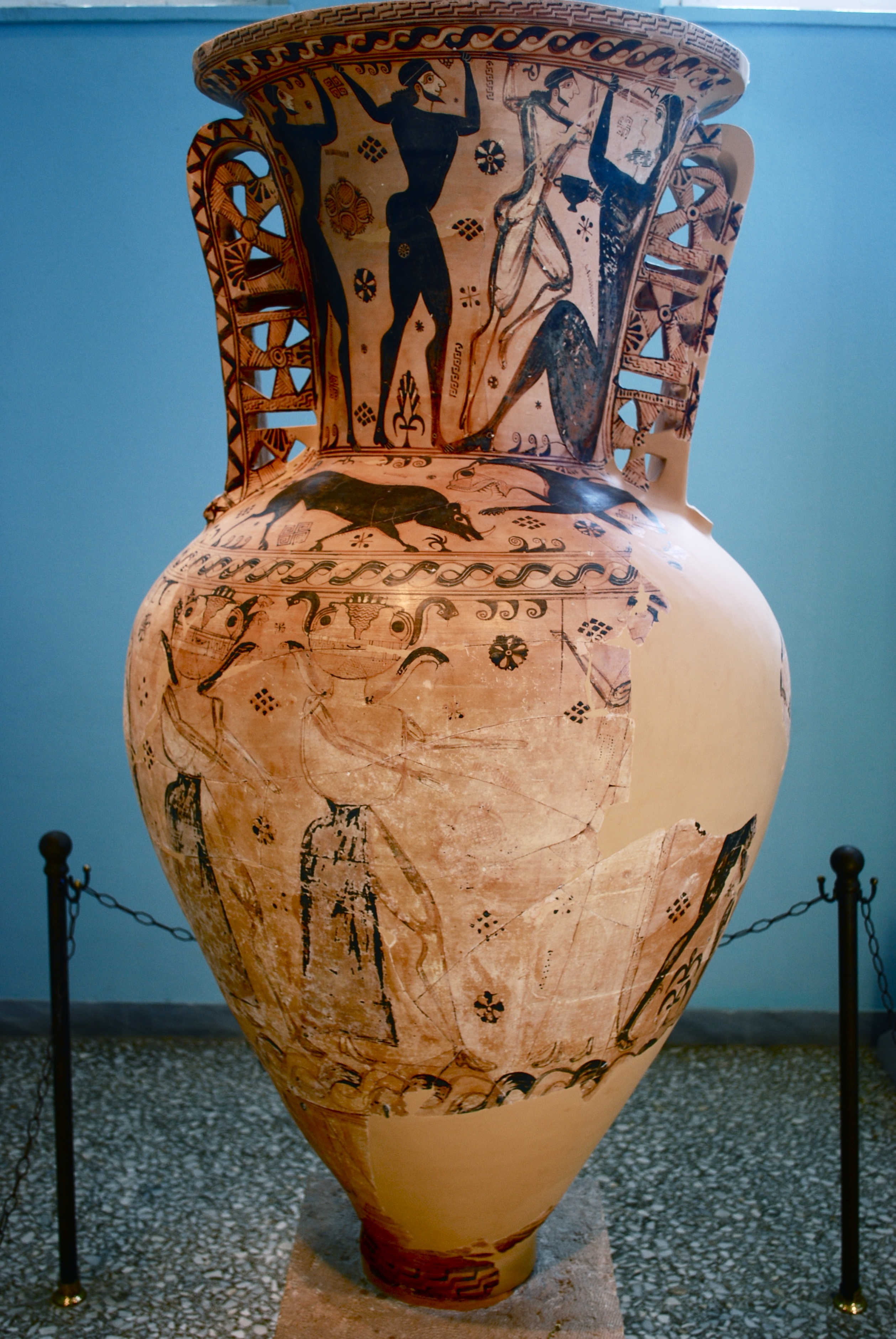
Anfora di Eleusi

Pittore di Polifemo (fl. VII secolo a.C.) è il nome convenzionale assegnato ad un ceramografo protoattico, formatosi probabilmente nella cerchia del Pittore di Mesogeia, e attivo nel secondo quarto del VII secolo a.C. (Protoattico medio) forse a Egina, dove si ritiene sia nato e tornato dopo il periodo di formazione. Il nome deriva dal soggetto rappresentato sul collo di un'anfora a lui attribuita (Eleusi, Museo archeologico 2630), ritrovata nel 1954 nella necropoli di Eleusi, detta Anfora di Eleusi, che ne esemplifica magistralmente la personalità e che riassume allo stesso tempo alcuni degli aspetti caratteristici della ceramica protoattica ormai completamente liberatasi dal "classicismo" geometrico: sperimentazioni tecniche, esuberanza compositiva e stilistica, attenzione agli aspetti narrativi.

## Stile e attribuzioni
Le figure del Pittore di Polifemo hanno caratteristiche isolane e dalle isole sembrano provenire alcuni elementi decorativi e gli ornamenti di riempimento. Usa sia la tecnica a contorno sia l'incisione.
Prima del ritrovamento dell'Anfora di Eleusi, alcune opere ora attribuite al Pittore di Polifemo erano state ricondotte alla mano di un autore chiamato Pittore dei cavalli (Horse Painter) ora riconosciuto come lo stesso autore in una fase giovanile, caratterizzata da animali grandi e aggressivi con la bocca aperta e i denti in evidenza, espressioni di uno stile liberatorio e forzatamente selvaggio. L'anfora di Eleusi appartiene ad una fase più matura del suo lavoro. Al pittore di Polifemo è stato ricondotto anche un supporto frammentario (Berlino, Antikensammlung A 42) precedentemente attribuito al Pittore della Brocca degli arieti.

### L'Anfora di Eleusi

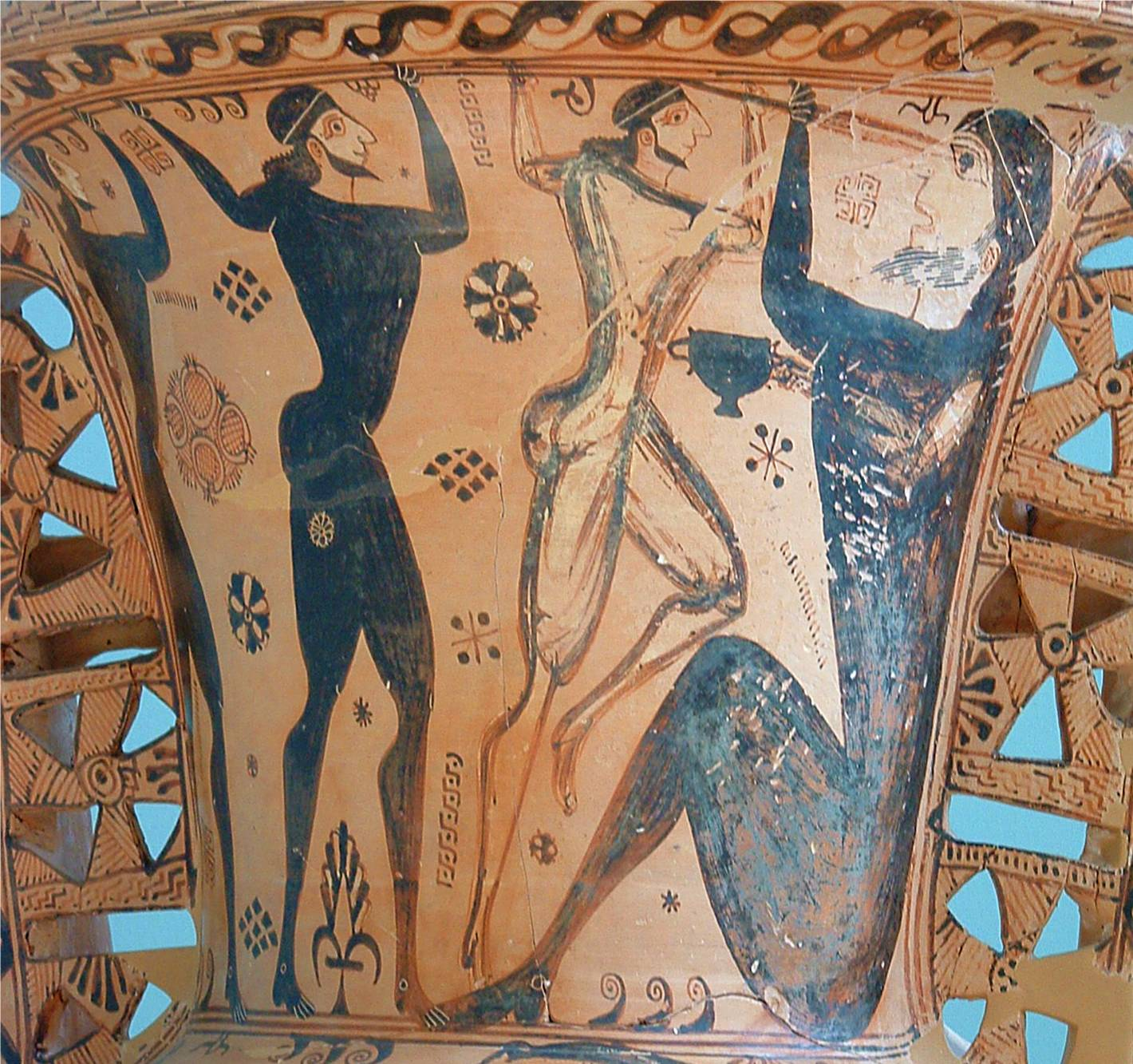
Anfora di Eleusi (part.), Eleusi, Museo archeologico 2630

L'Anfora di Eleusi, datata al 660 a.C., è un'anfora monumentale a scopo funerario e un'opera sperimentale sia dal punto di vista tecnico sia per quanto riguarda la rappresentazione e la narrazione. Sul corpo del vaso il Pittore di Polifemo ha rappresentato il mito di Perseo, dove la sua attenzione si è concentrata sull'iconografia e sulla resa formale delle Gorgoni; l'iconografia è ancora liberamente interpretata non sussistendo a quest'epoca alcuna rappresentazione convenzionale per questi personaggi mitici, ma la parte più interessante di queste figure è la resa pittorica della volumetria dei corpi, con un chiaroscuro ottenuto con veloci tratti scuri e lumeggiature bianche aggiunte. Come altre sperimentazioni del periodo anche questa del Pittore di Polifemo non avrà seguito e verrà ripresa solo dopo un secolo e mezzo circa, nel cratere con la lotta tra Eracle e Anteo dipinto da Eufronio (Louvre G 103). Il collo dell'anfora contiene a fatica la scena dell'accecamento di Polifemo. La sperimentazione pittorica viene ripresa solo per il corpo di Ulisse a sottolineare l'importanza del personaggio, ma anche la consapevolezza da parte dell'autore circa l'uso dei propri strumenti; per le altre figure il ceramografo impiega la silhouette, il contorno e qualche dettaglio inciso. La cornice della rappresentazione viene inglobata nella rappresentazione stessa, i compagni di Ulisse afferrano un'asta immaginaria formata dalle tre linee che fanno da cornice alla scena. Il movimento è dato dalla spinta in avanti di Ulisse che punta il proprio ginocchio su quello di Polifemo; l'occhio e la bocca aperti del ciclope sembrano una delle pochissime rappresentazioni del dolore in epoca arcaica. La libertà nei confronti della narrazione poetica è mostrata nel numero dei personaggi e nell'iconografia della scena che privilegia gli aspetti stilistici e compositivi, ma soprattutto è interessante l'elaborazione degli aspetti narrativi con il tentativo, uno dei primi nell'arte greca a quanto sappiamo, di superare in modo ancora rudimentale lo svantaggio nello svolgimento temporale della narrazione, raffigurando contemporaneamente momenti successivi di un'azione (Polifemo tiene nella mano sinistra la coppa di vino benché appartenga ad un momento diverso del racconto), violando così l'unità di tempo.